# Підгорний Анатолій Вікторович
Анатолій Вікторович Підгорний (нар. 11 грудня 1978) — український аграрій, політик.
Голова Черкаської обласної ради з 29 жовтня 2019 року.

## Життєпис
Освіта вища.
Підгорний є директором Тальнівської філії ДП «Укрветсанзавод».
Керівник фермерського господарства «Терра-Украгро» і ПП «Тальне-Агрохім».
Депутат Черкаської облради VII скликання від Всеукраїнського об'єднання «Черкащани».
Керівник фракції, член постійної комісії з питань соціально-економічного розвитку, бюджету та фінансів.
Член партії ВО «Черкащани».
Проживає в м. Тальне Черкаської області.